# Красный монарх
«Красный монарх» — британский телефильм 1983 года с Колином Блейкли в роли Иосифа Сталина. Режиссёр-постановщик фильма — Джек Голд. В фильме снялись Дэвид Суше (Лаврентий Берия) и Дэвид Трелфолл (сын Сталина, Василий).

## Сюжет
Красный монарх — комедия-фарс, основанная на сборнике кратких рассказов российского диссидента, бывшего сотрудника КГБ Юрия Кроткова. Фильм в саркастической манере изображает советскую политику и отношения Сталина с его соратниками, в особенности Берией , в последние годы правления Сталина. Чтение стихотворения Евгения Евтушенко «Наследники Сталина» в финальной сцене фильма задумано как предупреждение о том, что угроза тоталитаризма не миновала.

## В ролях
- Колин Блейкли — Иосиф Сталин
- Дэвид Суше — Берия
- Кэррол Бейкер — Браун
- Иан Хогг — Шапошников
- Дэвид Трелфолл — Василий Сталин
- Джейн Галловей — Светлана Аллилуева
- Найджел Сток — Молотов
- Ли Монтегю — Ли
- Дэвид Келли — Серго Орджоникидзе
- Глинн Эдвардс — Власик
- Питер Вудторп — Маленков
- Брайан Гловер — Хрущёв
- Оскар Квитак — Мехлис
- Венсли Питхи — Ворошилов
- Джордж Купер — Каганович
- Фредди Эрли — Микоян
- Фред Ли Оун — Мао Цзедун

## Кассовый сбор
Британо-американская инвестиционная компания Goldcrest Films вложила в фильм 553 000 фунтов стерлингов и заработала на нём 292 000 фунтов стерлингов, 
таким образом чистый убыток составил 261 000 фунтов стерлингов
.